# Jardim Vitória (Santana do Paraíso)
Jardim Vitória é um bairro do município brasileiro de Santana do Paraíso, no interior do estado de Minas Gerais. Localiza-se na divisa com a cidade de Ipatinga, sendo cortado pela extensão da Avenida José Barcelos, que começa no bairro ipatinguense Vila Militar. Localiza-se na região do bairro Águas Claras, este em Santana do Paraíso.

## História e descrição
O bairro Jardim Vitória foi criado posteriormente à emancipação de Santana do Paraíso, ocorrida em 1992. Encontra-se na região do bairro Águas Claras, onde surgiu um vetor de expansão urbana com loteamentos relativamente recentes, dentre os quais o Jardim Vitória. Foi entregue à administração municipal em 2004 e cresceu de maneira súbita. Três anos depois, em 2007, a população passava de 2 mil moradores. Em 2012, ainda não possuía infraestrutura completa, no entanto uma considerável parte dos lotes já se encontrava ocupada.
Situado na bacia do ribeirão da Garrafa, trata-se de um loteamento que, por estar próximo ao perímetro urbano da Região Metropolitana do Vale do Aço, é bastante valorizado pelo setor imobiliário, abrigando principalmente trabalhadores da Usiminas e da Cenibra. Em 2023, foi anunciada a construção da primeira escola do bairro.

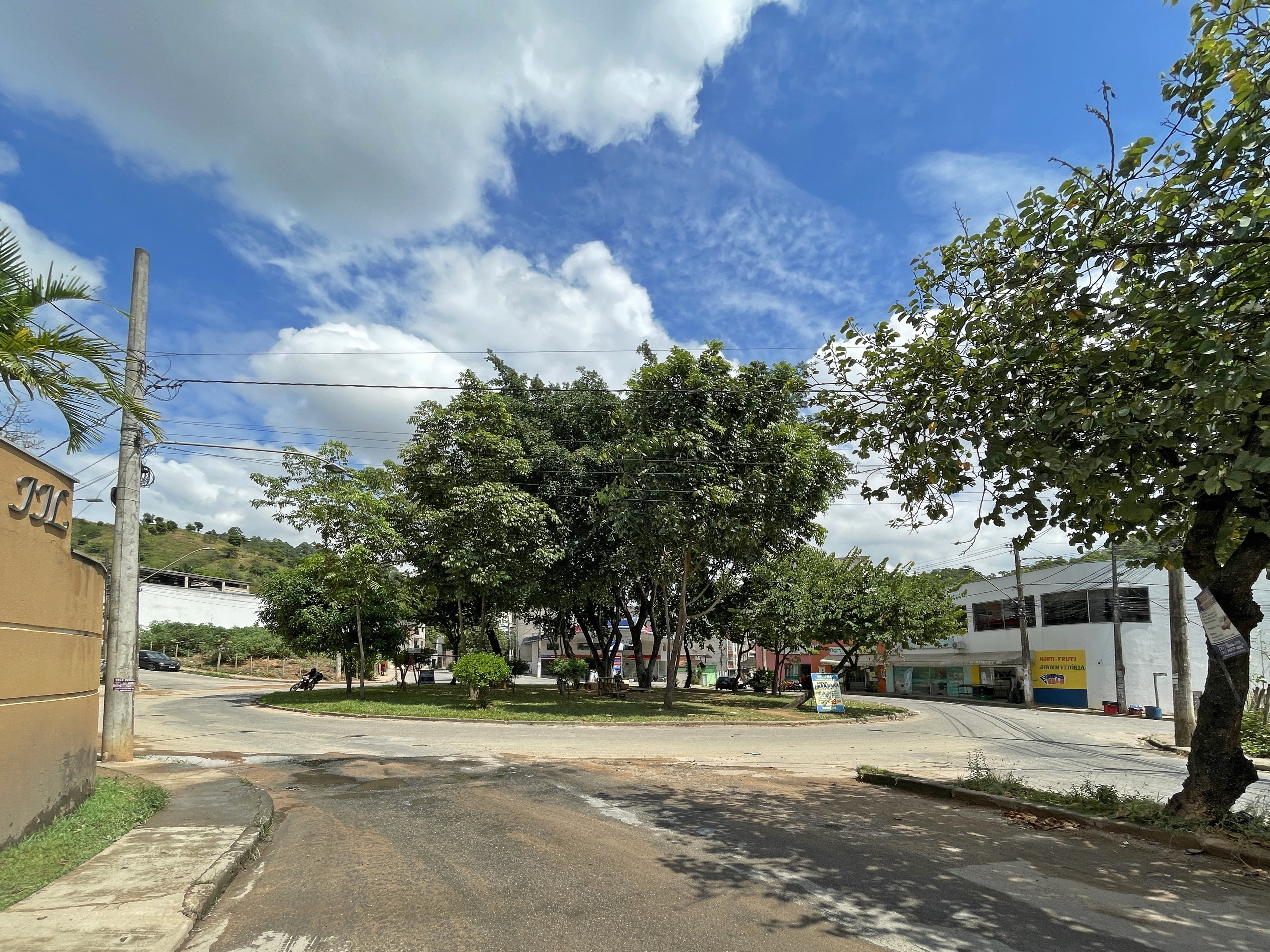
Rotatória da Avenida Piquiarana, uma das principais vias do bairro.
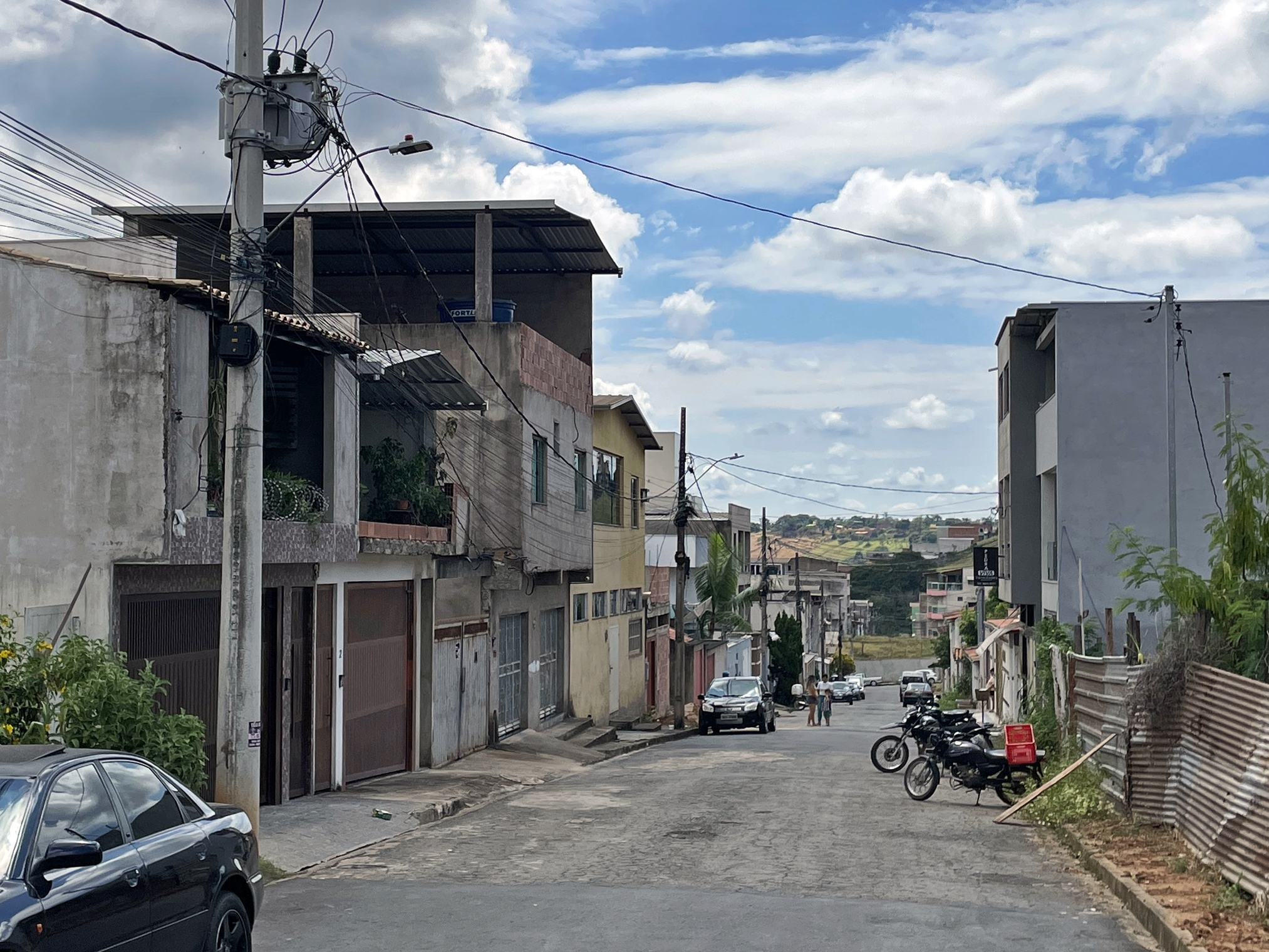
Rua Seringueiras no interior do bairro